# Разъезд 117
Разъезд 117 (каз. рзд.117) — упразднённый разъезд в Тюлькубасском районе Туркестанской области Казахстана. Входил в состав Кемербастауского сельского округа. 
Исключен из учётных данных в 2023 году.
Код КАТО — 516049700.

## Население
В 1999 году население разъезда составляло 41 человек (19 мужчин и 22 женщины). По данным переписи 2009 года, в разъезде проживали 34 человека (16 мужчин и 18 женщин).